# RTL Passion
RTL Passion (bis 11. November 2015: Passion) ist ein deutscher Bezahlfernsehsender der RTL Group. Der Sender startete am 27. November 2006. Wegen der Beteiligung anderer Partner wurde zunächst auf den RTL-Zusatz verzichtet, wie er von den ebenfalls kostenpflichtigen Sendern RTL Living und RTL Crime her bekannt ist. Das Programm richtet sich verstärkt an weibliches Publikum und zeigt Telenovelas, romantische Fernsehserien und Soaps.
Veranstaltet wird das Programm zurzeit auf Grundlage der erteilten Lizenz des RTL World-Bouquets durch die RTL Television GmbH.
Das Programm wird kostenpflichtig im Digitalangebot deutscher Kabelnetzbetreiber sowie via IPTV vermarktet. Vom 1. Januar 2008 bis 16. Juli 2018 war RTL Passion auch über den Bezahlfernsehsender Sky als Teil des Programmpaketes Entertainment (vormals Sky Welt) abonnierbar.
Ab dem 13. November 2012 wird bei Unitymedia Kabel BW zusätzlich die HD-Variante RTL Passion HD ausgestrahlt. Im Gegensatz zu den anderen HD-Sendern der RTL Group wird dieser Sender nicht mit den von HD+ bekannten Aufnahme- und Vorspulsperren verbreitet.
Am 16. Januar 2013 hat RTL Passion neue Logos und ein neues On-Air- und Off-Air-Design für seine Sender eingeführt.
Bis Ende Dezember 2014 besaß die UFA 49,6 Prozentanteile am Sender. Diese wurden von der RTL Group Anfang 2015 übernommen, sodass der Sender nun in kompletter Hand der Sendergruppe liegt. Die Umbenennung in "RTL Passion" erfolgte am 12. November 2015.

## Empfang
Kabel:
- Unitymedia
- UPC Schweiz (Schweiz)
- UPC Austria (Österreich)

TV Streaming:
- RTL+
- Amazon Video Channels

IPTV:
- Telekom Entertain
- Vodafone
- Teleclub (Schweiz)
- PostTV (Luxemburg)[4]

## Senderlogos

Logo des Senders bis zum 15. Januar 2013
Logo des HD-Senders bis zum 15. Januar 2013
Logo des Senders vom 16. Januar 2013 bis 11. November 2015
Logo des HD-Senders vom 16. Januar 2013 bis 11. November 2015
Logo des Senders vom 12. November 2015 – 14. September 2021
Logo des HD-Senders vom 12. November 2015 – 14. September 2021
Logo von RTL Passion seit 15. September 2021
Alternatives Logo von RTL Passion seit 15. September 2021, benutzt in Idents

## Programm

### Serien
- Alles was zählt (Vorschau, aktuelle Folgen und „Classics“)
- Alle zusammen – jeder für sich
- Azul – Paradies in Gefahr (Azul)
- Call the Midwife (Call the Midwife)
- Die Chaosfamilie (Packed to the Rafters)
- Dallas
- Der Denver-Clan
- Der Lehrer
- Die Colbys – Das Imperium
- Die Dornenvögel
- Die Dornenvögel – Die verlorenen Jahre
- Die wilde Rose
- Doctor’s Diary
- Ewige Schuld (The Guilt)
- Fackeln im Sturm
- Falcon Crest
- Flamingo Road
- Glee
- Gute Zeiten, schlechte Zeiten (Vorschau, aktuelle Folgen und „Classics“)
- Heartland – Paradies für Pferde
- Hinter Gittern – Der Frauenknast
- Kitchenblock – Tödliches Sommercamp (Пищеблок)
- Marimar
- Melrose Place
- Once Upon a Time – Es war einmal…
- Outlander
- OP ruft Dr. Bruckner – Die besten Ärzte Deutschlands
- Rubí – Bezauberndes Biest (Rubí)
- Ruf des Herzens (Tu o nadie)
- Secret Diary of a Call Girl
- St. Tropez (Sous le soleil)
- The Client List
- Titans – Dynastie der Intrigen (Titans)
- Traumhochzeit
- Unter der Sonne Kaliforniens
- Unter uns (Vorschau, aktuelle Folgen und „Classics“)
- Verbotene Liebe („Classics“)
- Vicious
- Vom Leben betrogen (Forever)
- Westerdeich
- Matchball
- Dr. Stefan Frank – Der Arzt, dem die Frauen vertrauen
- Salomé
- Medicopter 117 - Jedes Leben zählt